# Lake Waikare (Waikato)

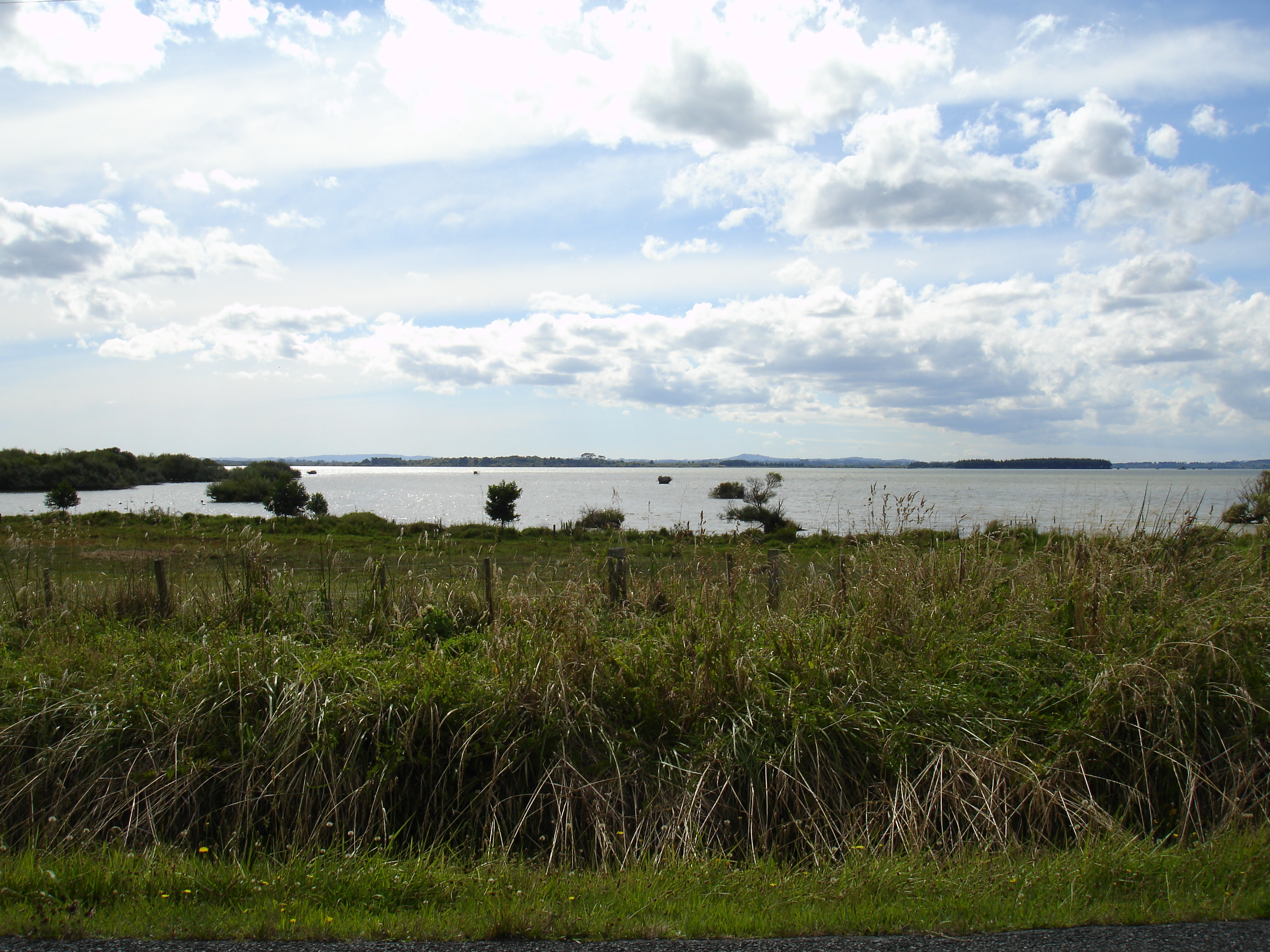
Lake Waikare (2007)

Der Lake Waikare ist der größte von mehreren flachen Seen in der Flutebene am Oberlauf des Waikato River im Waikato District auf der Nordinsel Neuseelands. Er liegt östlich von Te Kauwhata, 40 km nördlich von Hamilton. Der Ort Rangiriri liegt in geringer Entfernung zum See am Waikato River.
Er hat eine Fläche von 34 km² und eine Wassertiefe von weniger als 2 m. Von der Westseite erstreckt sich eine große Landzunge in den See.
Der durch den Fluss gebildete, flache See hat wegen des Düngereintrags der umliegenden Landwirtschaft eine schlechte Wasserqualität.
In der Nähe des Westufers verläuft der New Zealand State Highway 1.
Der See ist Namensgeber des Titanmondsees Waikare Lacus.